# Mikitamäe
Mikitamäe este un sat situat în partea de sud-est a Estoniei, în regiunea Põlva. Este reședința comunei Mikitamäe.